# Dowhopoliwka (obwód winnicki)
Dowhopoliwka (ukr. Довгополівка; hist. Michałówka, Michajłówka) – wieś na Ukrainie, w obwodzie winnickim, w rejonie winnickim, w hromadzie Woronowycia. W 2001 liczyła 548 mieszkańców, spośród których 537 wskazało jako ojczysty język ukraiński, 7 rosyjski, 3 mołdawski, a 1 inny.
Historyczną nazwę wieś utraciła w 1951 r. Licznie zamieszkiwana przez osoby polskiego pochodzenia.